# Verordnung zum Schutz vor schädlichen Wirkungen nichtionisierender Strahlung bei der Anwendung beim Menschen
Die Verordnung zum Schutz vor schädlichen Wirkungen nichtionisierender Strahlung bei der Anwendung beim Menschen (NiSV) ist eine Rechtsverordnung der deutschen Bundesregierung, die für den Betrieb von Anlagen zur Anwendung nichtionisierender Strahlung am Menschen gilt, die zu kosmetischen oder sonstigen nichtmedizinischen Zwecken eingesetzt werden. 
Die Verordnung dient damit dem Gesundheitsschutz. Geregelt werden u. a. Behandlungen in der Kosmetik durch Laser, z. B. IPL-Geräte zur dauerhaften Haarentfernung oder die Anwendung von Ultraschall in der Kosmetik.

## Inkrafttreten
Die NiSV wurde am 29. Oktober 2018 als Art. 4 der Verordnung zur weiteren Modernisierung des Strahlenschutzrechts im Bundesgesetzblatt verkündet. Sie trat überwiegend am 31. Dezember 2020 in Kraft, darunter auch der Arztvorbehalt für bestimmte Anwendungen in § 5 Abs. 2, § 6 Abs. 2 und § 9 Abs. 2 NiSV.
§ 3 Abs. 3 Satz 3, § 4, § 5 Abs. 1, § 6 Abs. 1, § 7 und § 9 Abs. 1 NiSV sollten ursprünglich am 31. Dezember 2021 in Kraft treten. Dieser Zeitpunkt wurde jedoch im Oktober 2021 auf den 31. Dezember 2022 verschoben. In den betreffenden Vorschriften werden Anforderungen an erforderliche fachliche Kenntnisse der Personen, die Anlagen zur Anwendung nichtionisierender Strahlung am Menschen einsetzen, geregelt. Mit dem späteren Inkrafttreten sollte den von den Regelungen zur Fachkunde betroffenen Personengruppen eine Übergangszeit eingeräumt werden, vor allem um die zukünftig benötigten Nachweise der Fachkunde rechtzeitig erwerben zu können. Infolge der zur Verhinderung der Verbreitung der Coronavirus-Krankheit-2019 (COVID-19) getroffenen Schutzmaßnahmen, insbesondere im Hinblick auf Kontaktbeschränkungen, konnten diese Schulungen jedoch im Jahr 2021 vielfach nicht durchgeführt werden.
Die Bundesregierung hat am 15. Juni 2023 eine Änderung der NiSV verordnet, die den Nachweis der Fachkunde durch ein Zertifikat von einer durch die Deutsche Akkreditierungsstelle akkreditierten Konformitätsbewertungsstelle ab 2024 vorsieht. Personen ohne Zertifikat verlieren ihren Fachkundenachweis Ende 2025.

## Inhalt
Die NiSV regelt Anwendungen am Menschen zu kosmetischen oder sonstigen, nichtmedizinischen Zwecken mit folgenden Technologien und Gerätschaften:
- Lasereinrichtungen und intensive Lichtquellen, zum Beispiel zur dauerhaften Entfernung von Haaren oder Tattoos
- Hochfrequenzgeräte, etwa zur Faltenglättung oder Fettreduktion
- Anlagen zur elektrischen Nerven- und Muskelstimulation (zum Beispiel zum Muskelaufbau in Sportstudios) und zur Magnetfeldstimulation (zum Beispiel Magnetfeldmatten);
- Anlagen zur Stimulation des zentralen Nervensystems
- Ultraschallgeräte, z. B. das Ultraschall-Babykino
- Magnetresonanztomographen

Behandlungen, die zu medizinischen Zwecken durchgeführt werden, fallen nicht unter die Regelungen der NiSV.
Für einige ausgewählte Behandlungen wurde ein sogenannter „Ärztevorbehalt“ in die Verordnung aufgenommen. Aus Gründen des Gesundheitsschutzes dürfen ab dem 31. Dezember 2020 u. a. die folgenden Behandlungen nur noch vom Arzt durchgeführt werden:
- Entfernung von Tattoos und Permanent Make-up mittels Laser
- Einsatz optischer Strahlung, Hochfrequenz oder Ultraschall zur Reduktion von Fettgewebe
- Behandlungen von Gefäßveränderungen
- Magnetresonanztomographie zu nichtmedizinischen Zwecken

Heilpraktikern ist die Durchführung dieser Behandlungen ebenfalls verwehrt.
Die Verordnung regelt damit allgemeine Anforderungen, die den Betrieb der einschlägigen Anlagen betreffen. Darüber hinaus regelt die NiSV auch, welche fachlichen Qualifikationen für den Betrieb der entsprechenden Anlage erforderlich sind. Die NiSV wird ergänzt durch die Fachkunderichtlinie NiSV.